# Lavca
Lavca（ラブカ）は、タイトーが2003年4月に発売した業務用通信カラオケ機器。世界初の業務用通信カラオケ機器「X2000」の後継機である。
2006年7月1日、タイトーが業務用カラオケ事業を分社化して株式会社JAXを設立、同社の全株式を「JOYSOUND」で知られるエクシングに譲渡した。タイトーとエクシングの両社は以前から商品の共同開発・楽曲の相互提供などで提携してきた。その後、JAXは2007年4月2日付でエクシングに吸収合併され消滅した。現在は同機種およびX2000シリーズの権利はエクシングが持つ。
保守部品の入手が困難になってきたことから、2011年2月28日受付分をもって保守サービスを、同年3月31日をもって配信サービスをそれぞれ終了した。現在は配信サービスが終了しているため、電話・ブロードバンド回線に接続しても使用できない。

## 概要
「カラオケ人口が減少している中、今後は曲数だけでなく気持ちよくたくさんの曲を歌えることが重要」とし、歌い手の立場に立ったコンセプトで開発された。
オリコンチャート50位以内の楽曲の全曲入荷が行われたが、権利上の理由や、その他の理由で収録されなかった楽曲もある。大手3機種（DAM、JOYSOUND、UGA）ほど配信曲数は多くないが、それでも70,000曲以上を配信しており（2008年11月現在）、3機種と比較しても見劣りしない。
X2000時代に「Kissin' Christmas (クリスマスだからじゃない)」を配信するなど、マニアックな楽曲にも強みを持つ。同じくエクシングが運営するJOYSOUNDも、同社のSNS「うたスキ」による「リアルタイムリクエスト」などでマニアックな曲が充実してきたが、今なおLavcaでしか配信されていない曲もある。

## スペック
- 基本スペック
  - 内蔵ハードディスク容量: 160GB
- 音声
  - DSP: 米・Analog Devices社製「SHARC」
  - 音色数: 2,600色+
  - 同時発音数: 150和音
- 動画
  - シーン: 1,000以上
  - 総量: 内蔵ハードディスク160時間
- テロップ
  - フォント: 平成明朝体（等幅フォント）
  - 字数: 横全角14.5文字（半角29文字）、ルビ使用時4行（非使用時6行）
- 総曲数: 70,000曲以上（2008年11月現在）
- 選曲番号: 上番号1 - 9999、下番号0 - 99。書式はDAMやUGAに近いが、上番号はアーティストごとに分けてはいない。

## 機能
- エクステンディッド・Cサウンド - 標準搭載のDSP「SHARC」と、音楽プログラミング言語「Csound」をSHARCに最適化した「Extended Csound」を使って、タイトーが開発した新音源。生の楽器から採取したサンプリングを合成してリアルな高品質音源を生成出力する他にも、様々な音声処理をリアルタイムで行える。Lavcaの売りである「マイ-」機能のほとんどはこの技術によって実現している。
  - マイキー - 11種類のキーから自分に合ったキーを登録すれば、どの曲を選んでも登録されたキーに調整・演奏される。
  - マイペース - 歌うテンポに合わせて、伴奏のテンポを自動調整する。X2000にあった「ズレ補正」機能に近い。
  - マイスコア - 歌い手の癖（ビブラート・こぶし・しゃくりなど）を検知して採点ゲームの加点対象に出来る。DAMの精密採点など、高度な採点ゲームのルーツともいえる。
  - マイステージ - エフェクトの有無・テロップやルビの使用・伴奏のテンポなどの設定をプリセット登録し、簡単に切り替える機能。
  - マイパートナー - ガイドボーカル機能。一部楽曲のみ対応。
- X2000にあったハモリ・ボイスチェンジ機能はない。

## ラインナップ
- LVC-1 - コマンダー本体。
- 4チャンネルアンプ (LVA-41) - 別売りの4チャンネルデジタルアンプ。ライブ音源に近いサウンドを出力可能。
- キョクNAVI (LVA-1) - カラー液晶の選曲表。JOYSOUNDのキョクNAVI「JR-100」をベースに、Lavcaに最適化。

## 備考
- タイトー、新音源を使った通信カラオケシステム「Lavca」（2003年3月10日 AV Watch）
- タイトー、ブロードバンドに対応した新音源を発表－CD音質の通信カラオケなどに応用（2002年4月2日 AV Watch）